# Còssifa d'Angola
El còssifa d'Angola (Xenocopsychus ansorgei; prot: Cossypha ansorgei) és una espècie d'ocell paseriforme de la família dels muscicàpids. Es troba des de l'oest d'Angola fins al sud del riu Cunene, al nord de Namíbia. Habita llocs rocosos de sabana humida a seca. El seu estat de conservació es considerava gairebé amenaçat però va ser revisat i actualment es considera en risc mínim.

## Taxonomia
Anteriorment es considerava aquesta espècie com l'únic membre del gènere monotípic Xenocopsychus, però el Congrés Ornitològic Internacional la va traslladar al gènere Cossypha a partir dels resultats d'un estudi filogenètic molecular publicat el 2010. Tanmateix, el Handook of the Birds of the World i la quarta versió de la BirdLife International Checklist of the birds of the world (Desembre 2019), la mantingueren a Xenocopsychus.
Finalment, en la versió 12.1, 2022 el COI va reveure la seva decisió i tornà a classificar la còssifa d'Angola dins del gènere monotípic Xenocopsychus.